# Артур Дільман
Артур Дільман (29 серпня 1990) — казахський плавець.
Учасник Олімпійських Ігор 2008 року.
Призер Азійських ігор 2010 року.